# Cycle sédimentaire

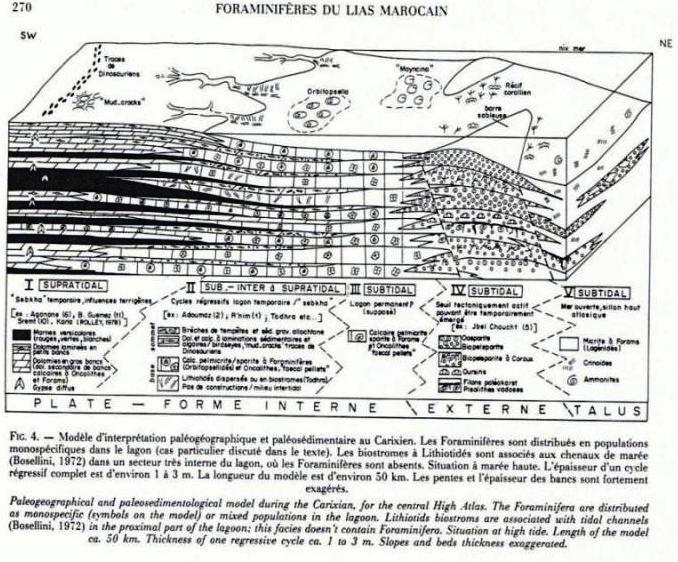
Modèle de la plate-forme carbonatée du Haut Atlas (Maroc) et cycles sédimentaires régressifs.

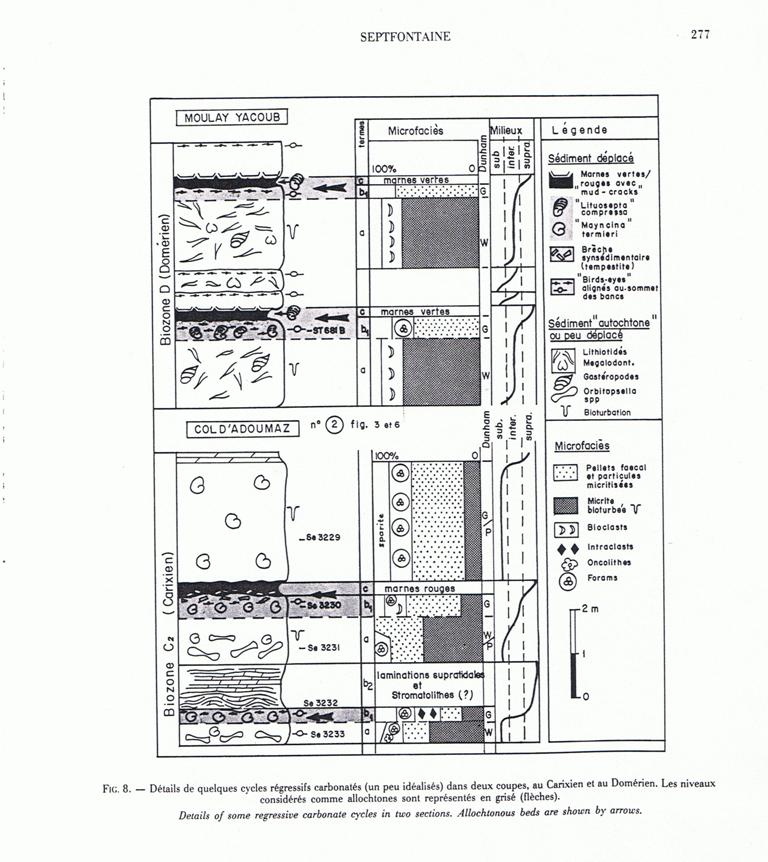
Détails de cycles émersifs dans deux coupes du Lias moyen distantes de 230 km ; les niveaux de tempêtes et tsunami riches en foraminifères déplacés. Maroc.

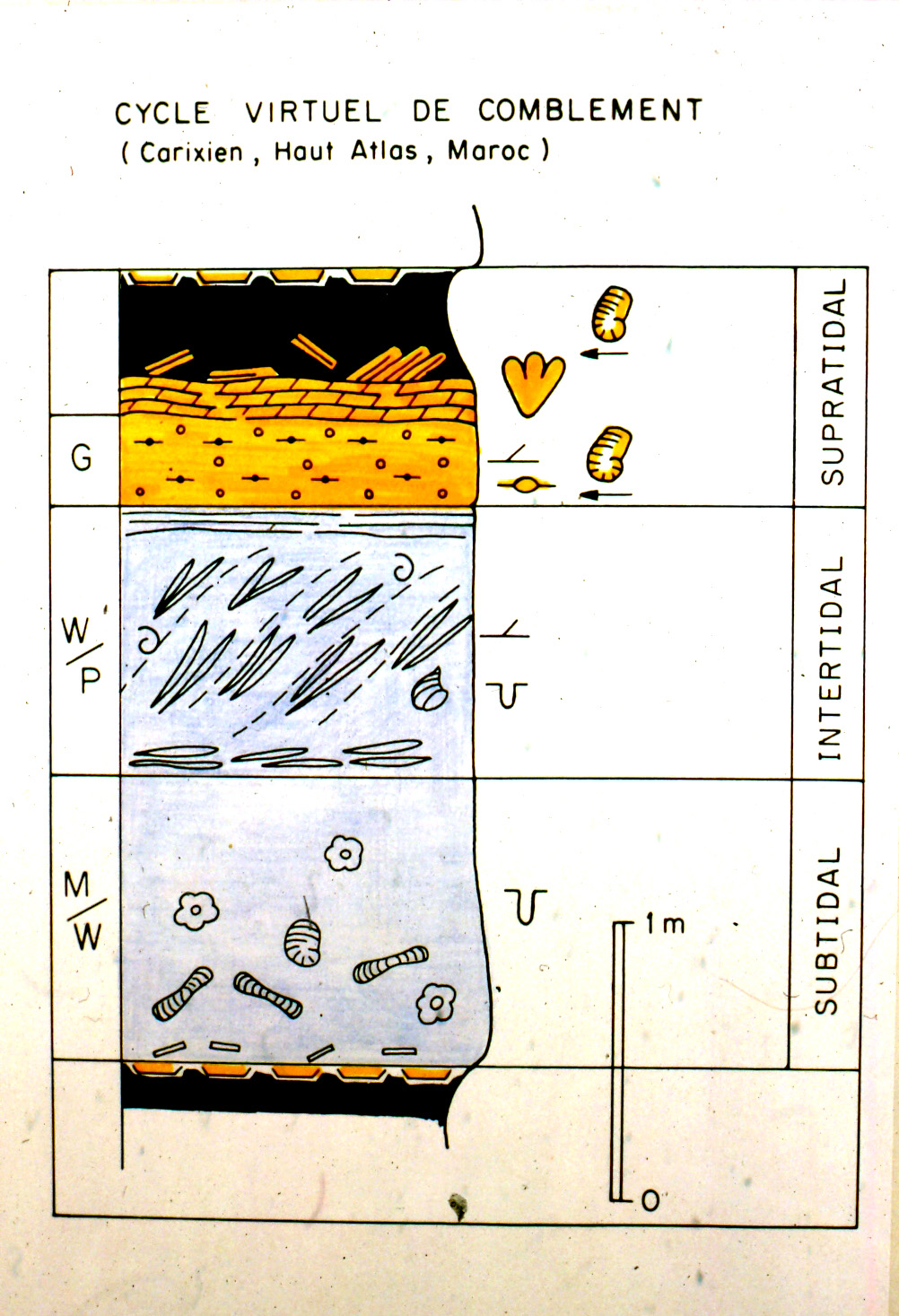
Cycle virtuel émersif « shallowing upward sequence » métrique observé sur toute la marge sud de la Téthys liasique soit plus de 10000 km ; les (micro)fossiles sont identiques jusqu'en Oman et au-delà.

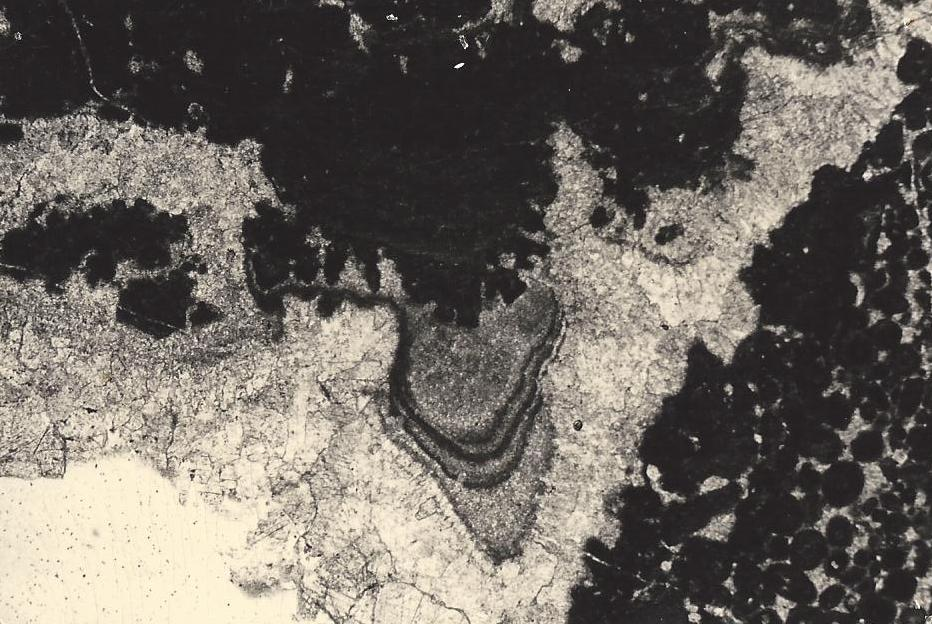
Ciment stalactite dans la zone supratidale en milieu vadose, sommet de cycle émersif du Lias moyen, Maroc. Section mince; L = 0,3mm

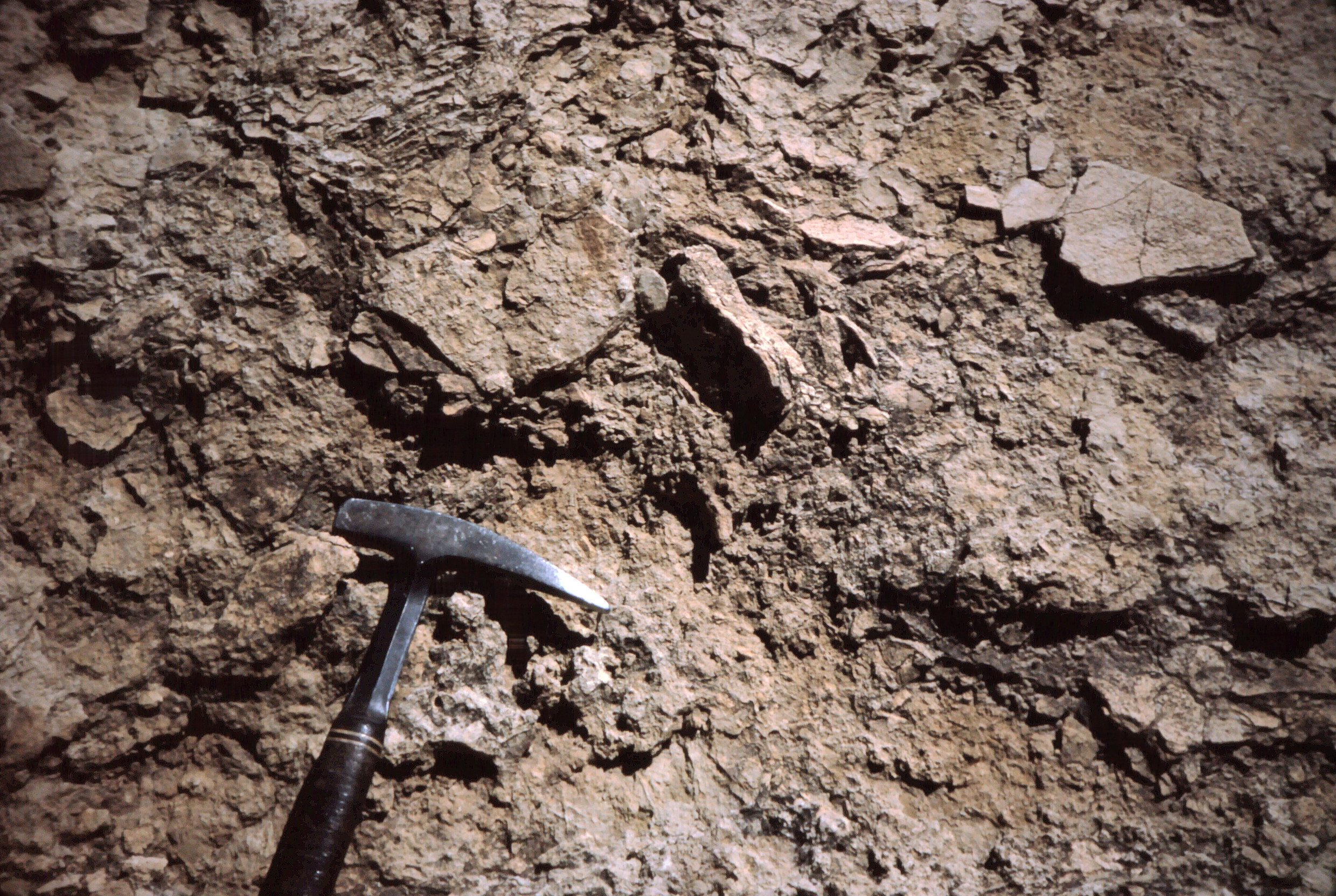
Brèche de tempête à la surface d'un banc, au sommet d'une séquence régressive métrique de comblement.Lias moyen du Haut Atlas, Maroc.

En géologie un cycle sédimentaire est une répétition de séquences de roches sédimentaires. Il correspond souvent à la période comprise entre une transgression et la régression marine qui la suit. Un cycle sédimentaire n'indique pas obligatoirement l'existence de mouvements orogéniques et, de ce fait, les couches de deux cycles sédimentaires successifs peuvent être concordantes. 
Il existe de nombreux exemples dans le monde de séquences stratigraphiques concordantes appartenant à des cycles sédimentaires différents. Ainsi, en France, le Jurassique correspond à un grand cycle sédimentaire qui débute au Lias (Jurassique inférieur) et se termine au Portlandien (dernier étage du Jurassique supérieur). 
Des cycles sédimentaires régressifs métriques composent la plate-forme carbonatée liasique du Haut Atlas au Maroc et sont également décrits sur la plupart des marges passives autour de la Théthys, du Maroc à l'Oman, au Trias et au Jurassique. Ces dépôts, ou cycles de comblement du lagon, s'accumulent successivement sur une centaine de mètres dans un bassin en lente subsidence (hypothèse autocyclique). 
Une origine allocyclique (astronomique, induisant une dilatation thermique des océans ou eustatique) est rejetée au Maroc ; cette hypothèse n'est pas confirmée par les données de terrain. Voir le modèle ci-contre. L'hypothèse allocyclique pourrait cependant s'appliquer aux dépôts cycliques carbonatés de la plate-forme arabique du Permien au Jurassique dans la Péninsule du Musandam (Oman). Une étude de détail reste à faire, dans un cadre biostratigraphique fourni par les foraminifères et les algues calcaires (Septfontaine & De Matos, 1998 pour le Jurassique). Une simple corrélation des cycles (métriques) et des séquences (décamétriques) par photo aérienne et vérification (difficile) sur le terrain, sans contrôle biostratigraphique, a conduit à de grossières erreurs (BRGM Orléans, comm. pers.,1992) d'interprétation cartographique du fait d'une tectonique en blocs faillés post-secondaire importante.

## Galerie

Lias (Jurassique inférieur) moyen du Haut Atlas, Maroc.
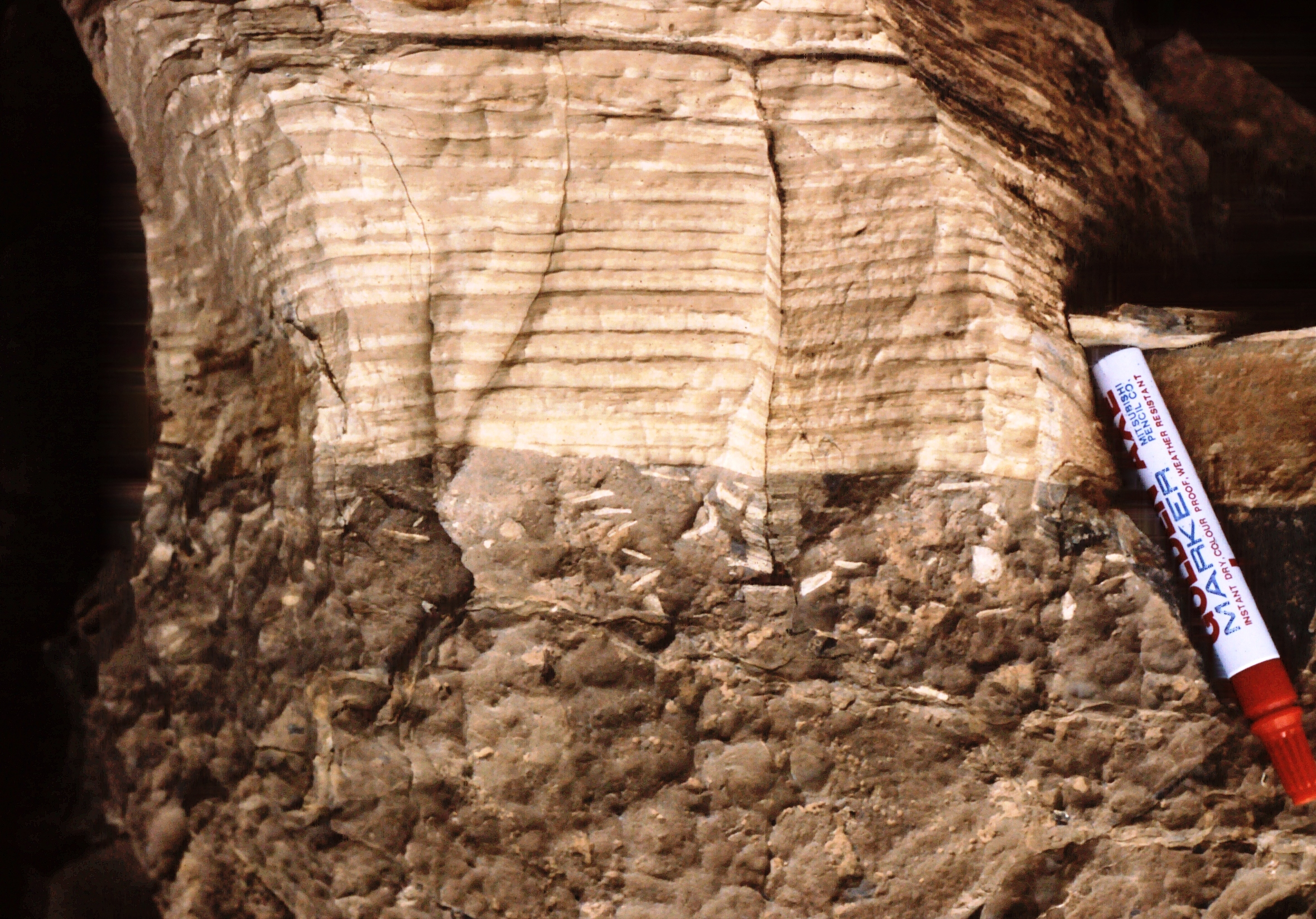
Cycle émersif carbonaté métrique (autocycle) entre deux lacunes. Laminations algaires, inter à supratidales, dolomitisées au sommet. Lias moyen du Haut Atlas, Maroc.
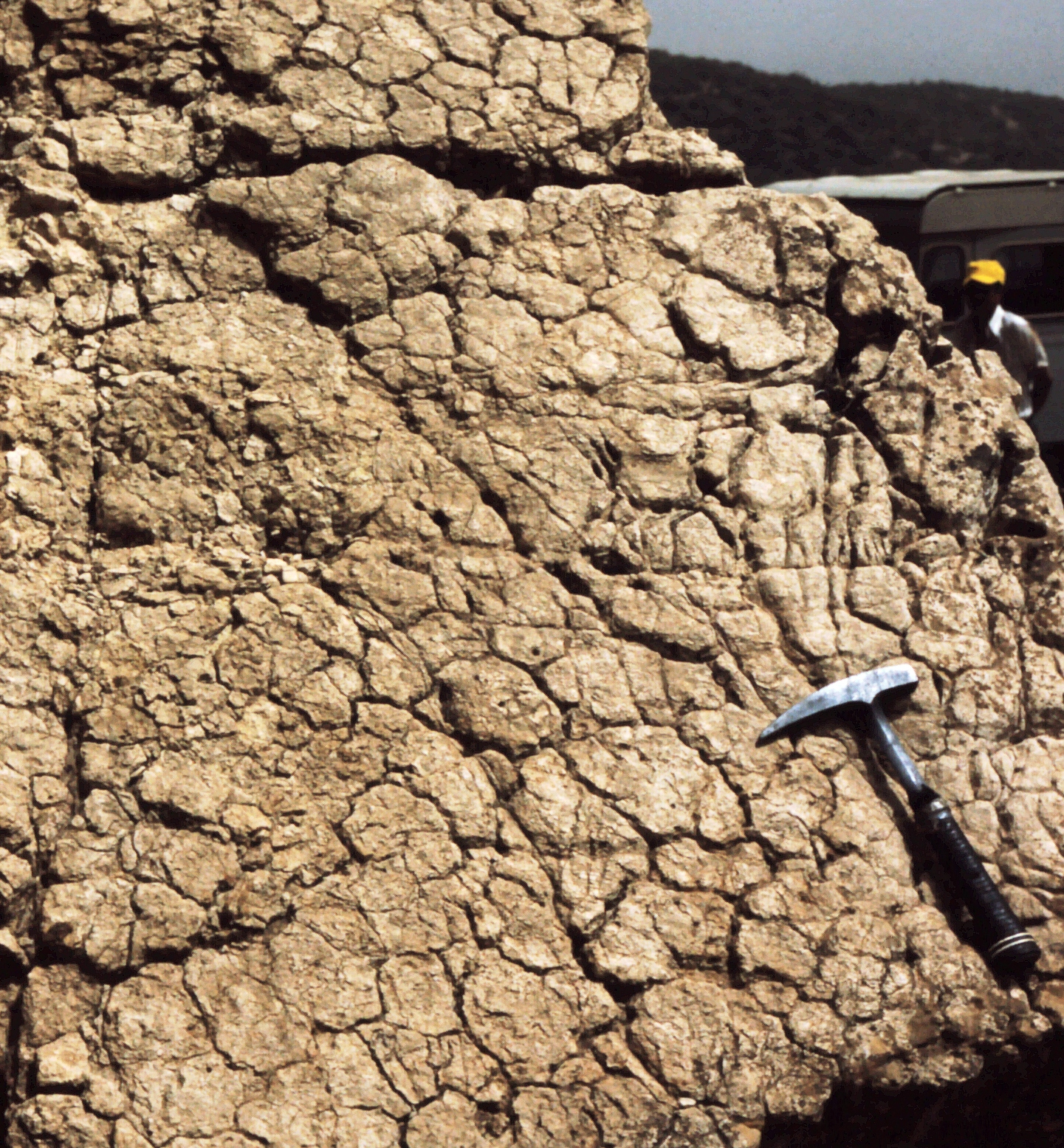
Fentes de dessication en milieu supratidal, sommet de cycle émersif métrique. Lias moyen du Haut Atlas, Maroc.
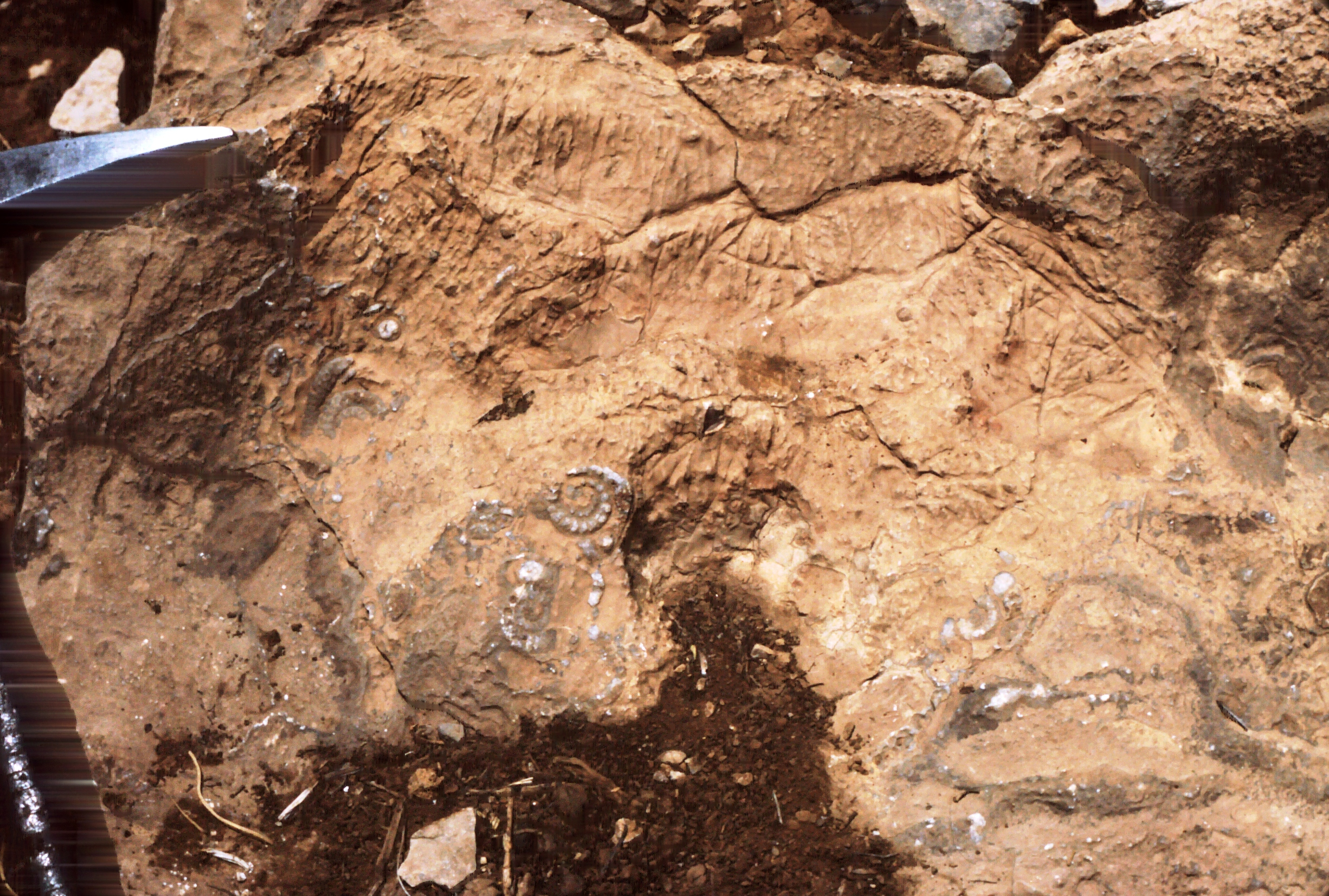
Ammonites et bélemnites déplacées par des courants de marées ou tempêtes sur le platier supratidal, sommet de cycle métrique. Lias moyen du Haut Atlas, Maroc.

Lias (Jurassique inférieur) moyen du Haut Atlas, Maroc.
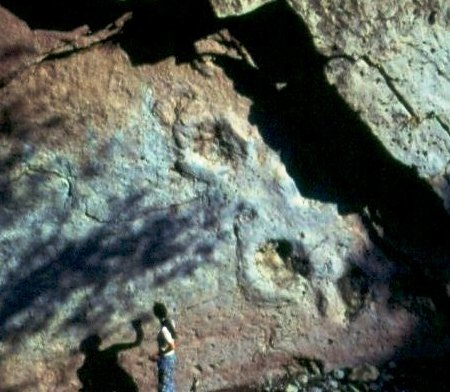
Traces de dinosaure géant (sauropode) à la surface du lagon, sommet de cycle émersif métrique. Lias moyen du Haut Atlas, Maroc.
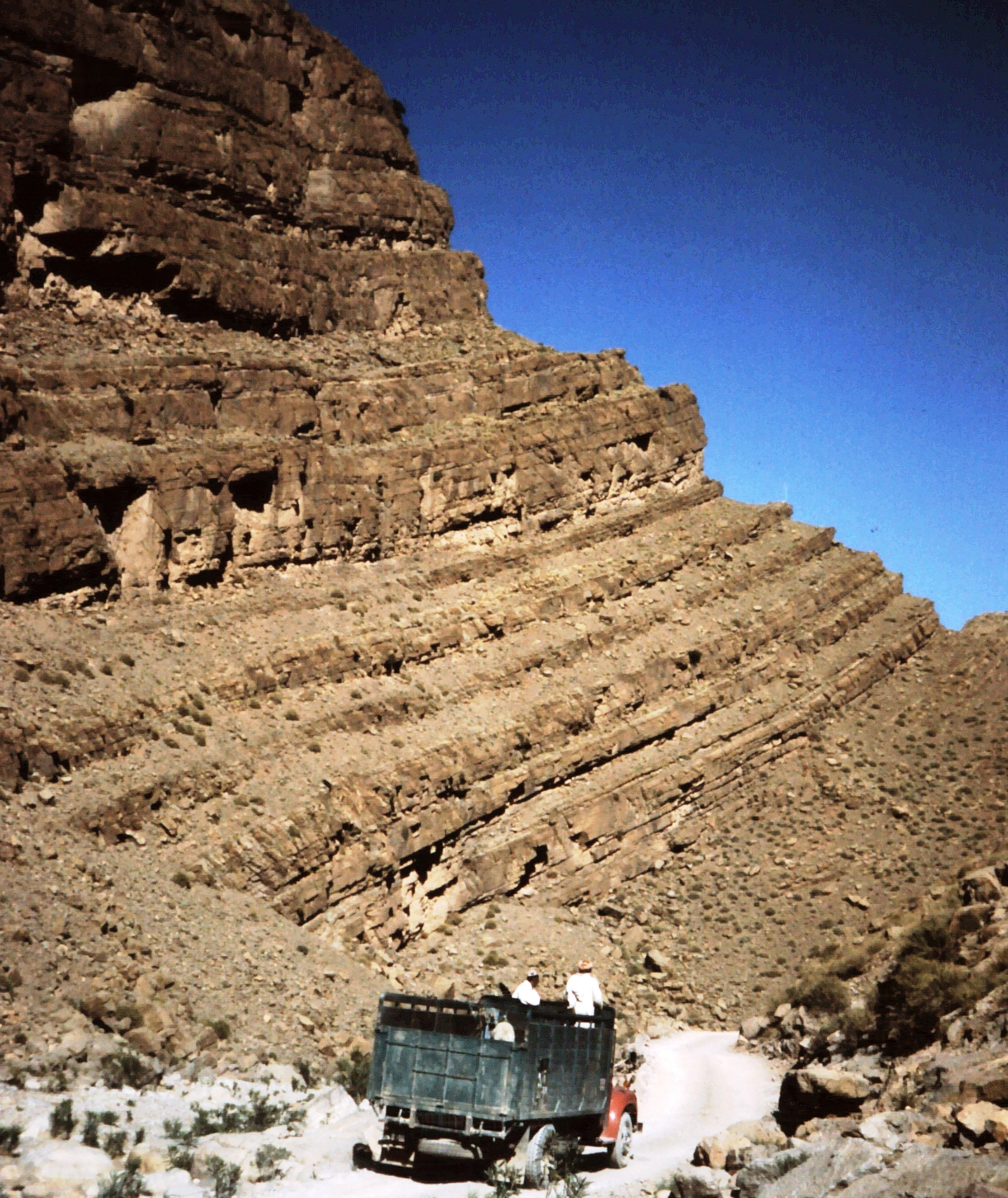
Séquences émersives de comblement métriques à hectométriques dans le Sud du Haut Atlas, Lias moyen, Maroc.

En Oman
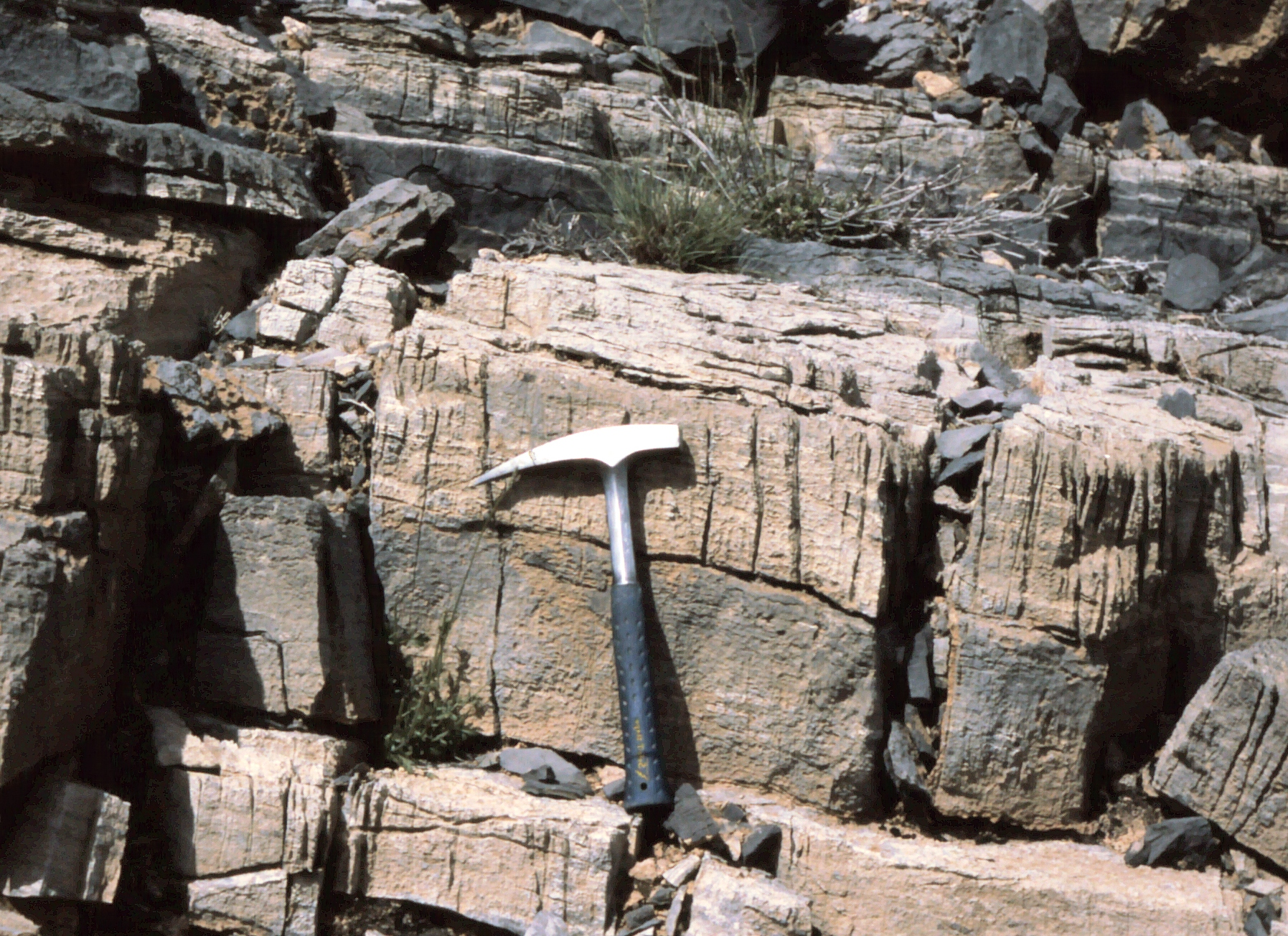
Cycles émersifs de comblement et/ou de régression (allocycles ?) encadrés par des lacunes, sur la plate-forme carbonatée arabique. En jaune : laminations algaires dolomitisées. Lias du Musandam, Oman.
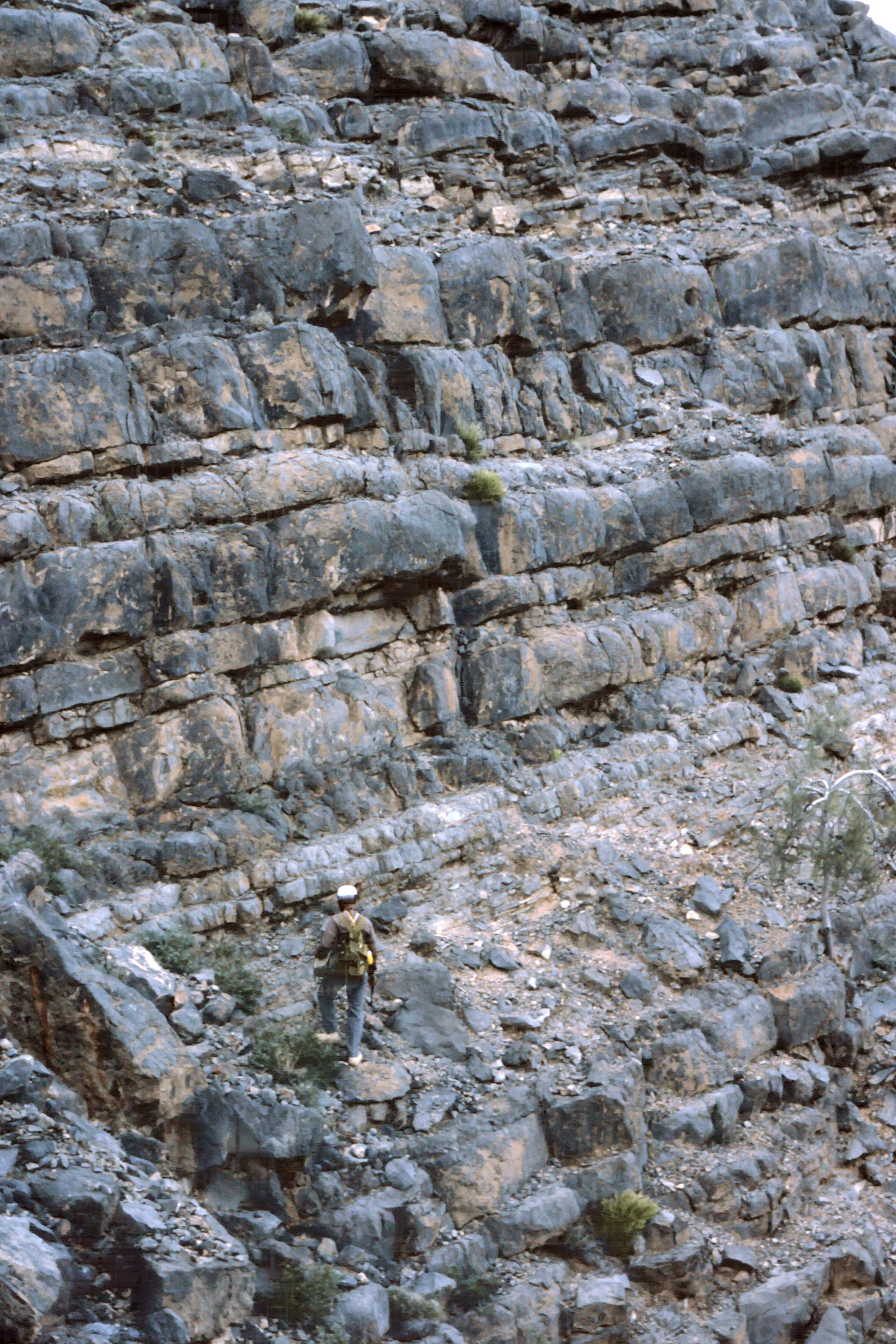
Cycles émersifs métriques de régression arrangés en séquences décamétriques. Un contrôle astronomique (allocycles) est probable. Lagon liasique de la plate-forme carbonatée de la Péninsule du Musandam, Oman.
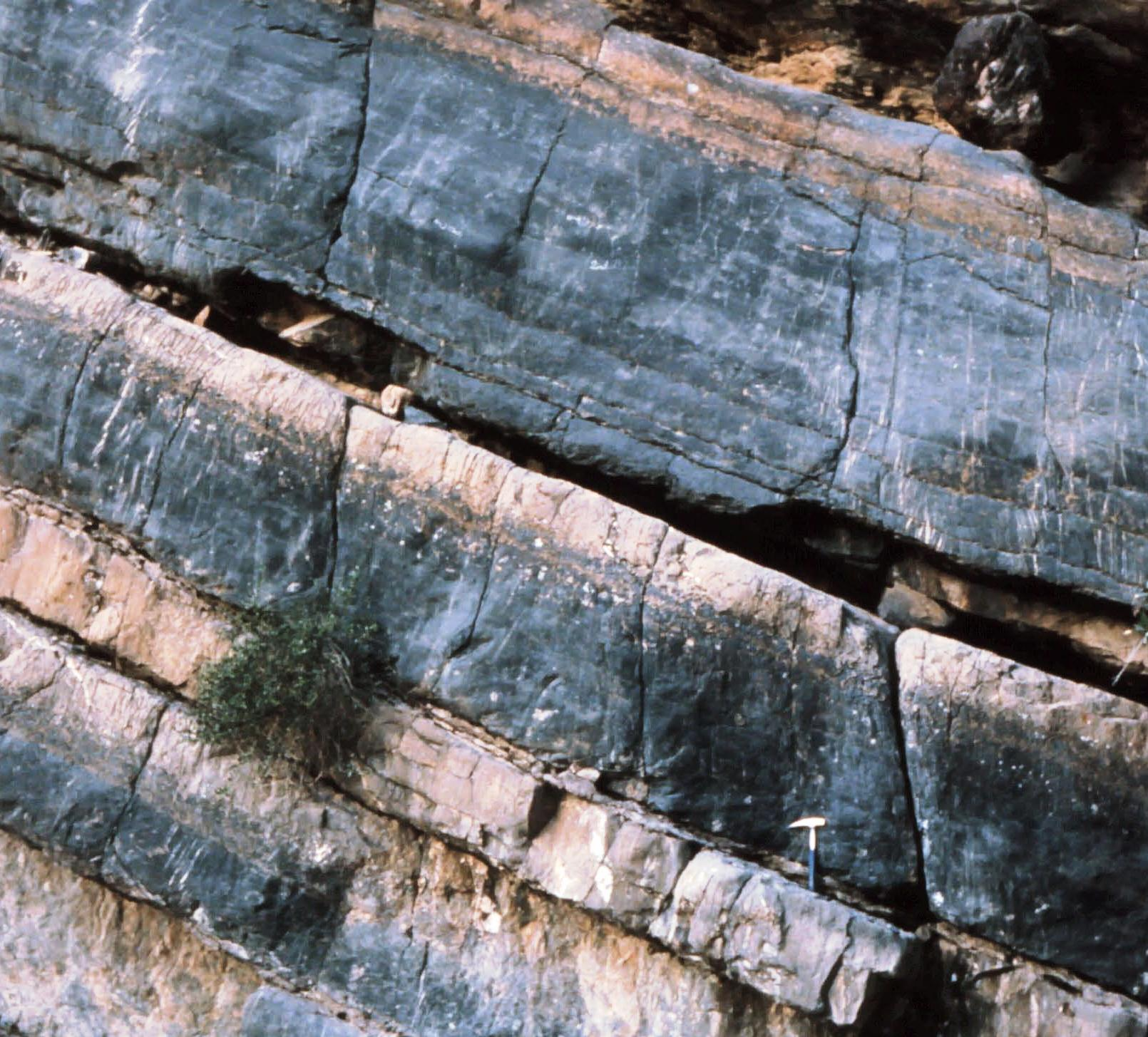
Cycles émersifs de comblement et/ou de régression dans le Jurassique moyen du jbel Lakhdar, Oman.